# Frederick W. Smith

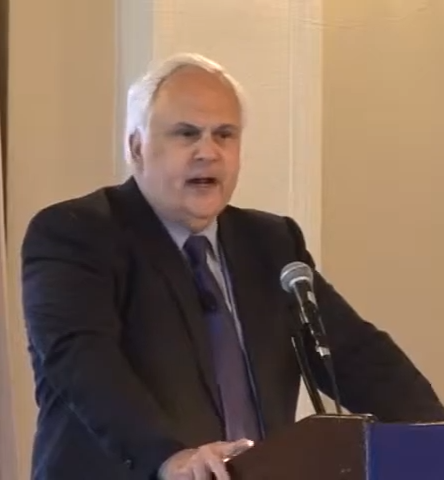
Frederick W. Smith (2012)

Frederick Wallace „Fred“ Smith (* 11. August 1944 in Marks, Quitman County, Mississippi; † 21. Juni 2025 in Memphis, Tennessee), war der Gründer, Präsident und bis 2022 CEO des Kurier- und Logistikunternehmens FedEx.

## Leben
Während seines Wirtschaftsstudiums an der Yale University entstand in einer Semesterarbeit die Idee zu FedEx. Gerüchteweise erhielt diese Arbeit nur eine C-Note. Smith war ein Mitglied der Yale-Geheimgesellschaft Skull & Bones. Nach dem Bachelor-Abschluss im Jahre 1966 diente er über fünf Jahre im Marine Corps, u. a. in Vietnam als Zugführer und Pilot. Dabei lernte er das militärische Logistiksystem gründlich kennen. Zurück in den USA, gründete er im Jahre 1971 Federal Express.
Smith war zwei Mal verheiratet und hatte zehn Kinder. Laut Forbes war er 2024 mit 6,2 Mrd. USD der 184. vermögendste US-Amerikaner.
Beim Kinofilm Cast Away – Verschollen aus dem Jahr 2000 betätigte sich Smith als Produzent und trat im Rahmen eines Cameo-Auftritts am Ende des Films auf. Der Film handelt von einem FedEx-Angestellten, den es nach einem FedEx-Flugzeugabsturz auf eine einsame Insel verschlägt.
Smith starb am 21. Juni 2025 im Alter von 80 Jahren in Memphis.